# Willem de Vos (pittore)
Willem de Vos (c. 1593 – c. 1629) è stato un pittore olandese.

## Biografia
Era un nipote del pittore Maerten de Vos e tra i suoi studenti c'era Justus Sustermans. 
Il suo ritratto fu eseguito da Anthony van Dyck, sulla base del quale   Schelte Bolswert ne fece un'incisione. 
È menzionato nel libro dell'artista Cornelis de Bie come Guiliam de Vos.